# Свято-Троицкий храм (Хурибга)
Свято-Троицкий храм (араб. الثالوث المقدس الكنيسة الأرثوذكسية الروسية في كوريبا‎, фр. Église orthodoxe russe de la Sainte-Trinité) — ныне не сохранившийся православный храм в Хурибге, Марокко. Располагался при фосфатном горно-обогатительном комбинате Королевского управления фосфатов, построенном при французском протекторате, состоял в юрисдикции Архиепископии русских православных приходов в Западной Европе (до 1946 года), Западноевропейского экзархата Московского Патриархата.

## История
В 1931 году возник храм в честь Живоначальной Троице по инициативе русской общины, инициатором выступил иеромонах, впоследствии архимандрит Варсонофий (Толстухин), настоятель Церкви Воскресения Христова в Рабате и благочинный русских церквей в Северной Африке. Правление фосфатных копей передало под устройство храма для местных рабочих из числа русских эмигрантов пустующий барак, бывший прежде католической церковью. Русские прибывали из Туниса, Франции, Югославии и Болгарии, среди них были военные Иностранного легиона, моряки Русской эскадры из Бизерты, инженеры и другие эмигранты разных сословий.

Нередко общины возникали возле заводов, где работали русские. Такой случай имел место в Марокко, в городе Курибге. Некоторые из (заводских церквей) были малочисленны и не могли содержать священника, другие приглашали их изредка и тут встало два трудных вопроса: недостаток духовенства и его полная необеспеченность. Из России… выехало всего полпроцента священников.
— Ковалевский, Пётр Евграфович. Зарубежная Россия: История и культурно-просветительная работа русского зарубежья за полвека (1920—1970) / Etudes russes. Paris: Libr. des cinq continents, 1971. 347 с.
Освящение храма совершил посетивший Хурибгу в 1932 году митрополит Евлогий (Георгиевский), в ведение которого, как французское владение, входило и Марокко.
Добрые отношения с местной католической иерархией сложились у русских с первых дней их приезда в Марокко, когда митрополит Евлогий посещал свою североафриканскую паству, он также заметил добрые отношения между христианами двух обрядов:

Встретили меня в Курибге торжественно. Инженеры завода во главе с директором… стояли на перроне… наутро я служил обедню, которую (директор) выстоял до конца. Потом местная русская колония устроила скромный завтрак… застольная речь отличалась сердечностью. «Прежде русские были наши союзники, теперь они наши братья…» — сказал (директор)… В конце завтрака (он) попросил меня съездить на кладбище: — У одного инженера недавно умерла жена, сделайте доброе дело, помолитесь на ее могиле, это его утешит… — При прощании (директор) благоговейно сложил руки и сказал: "Благословите меня, как вы благословляете своих…— Евлогий (Георгиевский). Путь моей жизни

Курибга — огромное предприятие по добыванию фосфатов… Один из директоров М. de Sainte Mare, племянник маршала Лиоте, относился к русским превосходно. Заводское управление дало нам помещение католической церкви… и русские устроили там маленькую церковь… Завод дал батюшке квартиру и положил 500 франков ежемесячного пособия, но, дабы эту выдачу провести по книгам, формально зачислил его служащим в заводской конторе— Евлогий (Георгиевский). Путь моей жизни
В помощь отцу Варсонофию митрополит Евлогий прислал из Парижа клириков: иеромонахов Авраамия (Терешкевича), который прибыл в 1930 году и служил до 1937 года настоятелем церкви в Хурибге, после чего вернулся во Францию).В 1937 году иеромонаха Авраамия сменил целибатный священник Михаил Ярославцев, будущий архимандрит Митрофан.
В 1931 году впервые за современную историю Марокко пасхальное богослужение совершалось сразу в трёх городах: Рабате, Хурибге и Касабланке. Многие годы в основных приходах Марокко: в Рабате и в Хурибге до 1943 года совершались ежедневные богослужения, в Касабланке — два раза в месяц, в Кенитре — один раз в месяц.
Вот какое описание церкви, оставил игумен Митрофан в 1948 году: «Храм наш… вмещает до 150 человек, деревянный на каменном фундаменте; пол мозаичный, крыша железная; звонница с двумя колоколами и над нею большой голубой купол со звездами и восьмиконечным крестом. Внутри просторно, светло, чисто; прекрасно исполнена иконопись».
После обретения независимости Марокко в 1956 году, по причине выезда русских из Хурибги храм был закрыт. Очевидцы из числа советских граждан, побывавшие в этих местах, видели его пустующим. В архиве российского торгового представительства в Рабате хранилась фотография группы специалистов из СССР, работавших на фосфатном предприятии в Хурибге, где за их спинами видна деревянная русская церковь.
Само здание деревянной церкви сохранялось до 1972 года, пока не погибло во время пожара в ночь с 16 на 17 ноября. Незадолго до пожара церковь была передана марокканскими властями в ведение Карфагенской митрополии Александрийской Церкви. В настоящее время на месте церкви разбит небольшой сквер.

## Настоятели
- иеромонах Авраамий (Терешкевич) с 1930 по 1937 годы. Первый священник — иеромонах Авраамий (Терешкевич), был принят на работу в заводское управление, так как сами прихожане были не в состоянии содержать настоятеля. В 1937 году покинул Марокко по болезни.
- священник Михаил Ярославцев (после принятия монашества в 1940 году — игумен Митрофан (Ярославцев)): с 1937 по 1952 год.